# Evercreech
Evercreech är en ort och civil parish i Storbritannien.   Den ligger i grevskapet Somerset och riksdelen England, i den södra delen av landet, 170 km väster om huvudstaden London. Evercreech ligger 87 meter över havet och antalet invånare är 1 830.
Terrängen runt Evercreech är lite kuperad. Runt Evercreech är det ganska tätbefolkat, med 160 invånare per kvadratkilometer. Trakten runt Evercreech består i huvudsak av gräsmarker.